# Gymnostachyum sahyadricum
Gymnostachyum sahyadricum là một loài thực vật có hoa trong họ Ô rô. Loài này được C.N.Mohanan, Remadevi & Binojk. mô tả khoa học đầu tiên năm 2002.